# Amnesiac
Amnesiac ist das fünfte Studioalbum der britischen Band Radiohead, das im Mai 2001 erschien.

## Entstehung und Veröffentlichung
Die Erstveröffentlichung von Amnesiac erfolgte am 30. Mai 2001 bei Parlophone. Das Album erschien in seiner Originalausführung als CD (Katalognummer: CDFHEIT 45101) und LP (Katalognummer: LPFHEIT 45101) mit elf Titeln. Am 25. August 2009 erschien bei Capitol Records eine „Collectors Edition“ mit zusätzlichen Liveaufnahmen, die am 1. April 2001 in den Canal+ Studios entstanden (Katalognummer: 509996 97103 22). Einige Tage später erschien bei Parlophone eine weitere Ausführung mit einer Bonus-DVD, die ebenfalls verschiedene Liveaufnahmen beinhaltet (Katalognummer: RHEADCDX 5).
Geschrieben und produziert wurden alle Lieder gemeinsam von den Radiohead-Mitgliedern Colin Greenwood, Jonny Greenwood, Ed O’Brien, Phil Selway und Thom Yorke. Bei der Produktion bekam die Band Unterstützung durch Nigel Godrich.

## Titelliste

### Original
1. Packt Like Sardines in a Crushd Tin Box (4:00)
2. Pyramid Song (4:48)
3. Pulk/Pull Revolving Doors (4:06)
4. You And Whose Army? (3:10)
5. I Might Be Wrong (4:53)
6. Knives Out (4:14)
7. Morning Bell/Amnesiac (3:14)
8. Dollars and Cents (4:51)
9. Hunting Bears (2:01)
10. Like Spinning Plates (3:57)
11. Life in a Glasshouse (4:34)

### Collectors Edition
1. The Amazing Sounds of Orgy (3:38)
2. Trans-Atlantic Drawl (3:01)
3. Fast–Track (3:17)
4. Kinetic (4:05)
5. Worrywort (4:37)
6. Fog (4:03)
7. Cuttooth (5:23)
8. Life in a Glasshouse (Full Length Version) (5:07)
9. You And Whose Army? (3:17)
10. Packt Like Sardines in a Crushd Tin Box (3:04)
11. Dollars and Cents (4:40)
12. I Might Be Wrong (4:55)
13. Knives Out (4:22)
14. Pyramid Song (5:07)
15. Like Spinning Plates (3:52)

## Rezeption
Es wird oft mit der im Jahr 2000 erschienenen Platte Kid A verglichen, da die Stücke der beiden Alben ihren Ursprung in denselben Sessions haben. Die aufgenommenen Stücke wurden auf die zwei weitgehend unterschiedlichen Alben aufgeteilt, da jede Kompilation in sich stimmig klingen sollte. Thom Yorke verglich in einem Interview Kid A mit dem Betrachten eines Feuers aus großer Entfernung, wohingegen man sich bei Amnesiac im Inneren des Feuers befinde.
Für das Verpackungsdesign erhielten Stanley Donwood und Thom Yorke einen Grammy in der Kategorie „Best Recording Package“ (englisch hier: beste Verpackung von [Ton-] Aufnahmen).

## Kommerzieller Erfolg

### Chartplatzierungen
| ChartsChartplatzierungen       | Höchstplatzierung | Wochen |
| ------------------------------ | ----------------- | ------ |
| Deutschland (GfK)              | 2 (10 Wo.)        | 10     |
| Österreich (Ö3)                | 1 (12 Wo.)        | 12     |
| Schweiz (IFPI)                 | 6 (14 Wo.)        | 14     |
| Vereinigte Staaten (Billboard) | 2 (16 Wo.)        | 16     |
| Vereinigtes Königreich (OCC)   | 1 (17 Wo.)        | 17     |

| ChartsJahrescharts (2001)    | Platzierung |
| ---------------------------- | ----------- |
| Vereinigtes Königreich (OCC) | 80          |

### Auszeichnungen für Musikverkäufe
| Land/Region                  | Auszeichnungen für Musikverkäufe (Land/Region, Auszeichnung, Verkäufe) | Verkäufe  |
| ---------------------------- | ---------------------------------------------------------------------- | --------- |
| Argentinien (CAPIF)          | Gold                                                                   | 20.000    |
| Australien (ARIA)            | Gold                                                                   | 35.000    |
| Belgien (BRMA)               | Gold                                                                   | (25.000)  |
| Europa (IFPI)                | Platin                                                                 | 1.000.000 |
| Frankreich (SNEP)            | Gold                                                                   | (100.000) |
| Japan (RIAJ)                 | Gold                                                                   | 100.000   |
| Kanada (MC)                  | Platin                                                                 | 100.000   |
| Vereinigte Staaten (RIAA)    | Gold                                                                   | 500.000   |
| Vereinigtes Königreich (BPI) | Platin                                                                 | (331.000) |
| Insgesamt                    | 6× Gold · 3× Platin ·                                                  | 1.755.000 |

Hauptartikel: Radiohead/Auszeichnungen für Musikverkäufe